# Gone to Coney Island and Booming Business
Gone to Coney Island and Booming Business er en amerikansk stumfilm fra 1910.